# 지킬 박사와 하이드 씨 (비디오 게임)
지킬 박사와 하이드 씨Dr. Jekyll and Mr. Hyde (ジーキル博士の彷魔が刻, Jīkiru Hakase no Hōma ga Toki, lit. Dr. Jekyll's Hour of the Wandering Monstrosity) 는 로버트 루이스 스티븐슨의 1886년 소설 지킬 박사와 하이드씨를 바탕으로 한 닌텐도 엔터테인먼트 시스템용 1988년 횡스크롤 액션 비디오 게임이다. 게임 플레이는 플레이어가 피해를 입는 능력에 따라 지킬 박사와 하이드 씨가 번갈아가며 진행되며, 이 게임은 발매 당시에는 엇갈린 반응을 얻었지만 현대 리뷰는 더 부정적이며 종종 역대 최악의 비디오 게임 중 하나로 꼽힌다.

## 게임 플레이 및 전개
게임의 이야기는 로버트 루이스 스티븐슨의 소설을 기반으로 하며, 지킬 박사는 밀리센트 양과의 결혼식을 앞두고 있다. 게임의 결말은 지킬과 하이드 중 어느 캐릭터가 먼저 교회에 도착하느냐에 따라 달라진다.
지킬 박사가 지팡이를 짚고 교회로 걸어가는 동안, 마을 사람들과 동물, 그리고 다른 장애물들이 그의 앞을 가로막고 그를 화나게 한다. 만약 분노 게이지가 채워지면 지킬 박사는 하이드 씨로 변신하여, 적에게 "사이코 웨이브"를 발사하는 악마의 배경으로 이동한다. 이 배경은 실제로 게임 표지에 자랑스럽게 표시되며. 하이드 씨가 이 괴물들을 죽이면 분노가 가라앉고 결국 지킬 박사로 다시 변신한다.
이 게임은 6개의 레벨이 있지만 일본 버전과 북미 버전은 레벨이 다르다. 일본어 버전은 City, Park, Alley, Town, Cemetery, Street의 순서를 따르지만, 북미 버전은 몇 가지 레벨을 대체하여 Town, Cemetery, Town, Park, Cemetery, Street의 순서를 따른다. 북미 버전은 또한 원래 일본 버전에서 특정 스프라이트와 구간들을 제거했다.
플레이어는 교회로 가는 길에 Dr. Jekyll을 제어하기 시작하여 오른쪽으로 걸어가게 되며 대부분의 플랫포머와 달리 지킬 박사는 대부분의 적을 죽일 수 없기 때문에(지팡이로 벌을 죽일 수는 있음) 결과적으로 적을 직접 대면하기보다는 피해야 한다. 다양한 적과 장애물로부터 피해를 입으면 체력바가 감소하고 분노 미터가 증가하게 되는데, 분노 미터가 완전히 채워지지 않고 체력바가 완전히 고갈되면 지킬 박사가 죽고 게임이 종료된다. 하지만 분노 미터가 완전히 채워지면 하이드 씨로 변신하면서 낮이 밤으로 바뀌고 몬스터가 나타나는데, 이 시점에서의 레벨은 수평으로 전환되고 오른쪽에서 왼쪽으로 강제적으로 걷게 된다. 플레이어는 지킬박사로 돌아오기 위해 가능한 한 빨리 몬스터를 죽여야 하며 플레이어가 지킬 박사로 돌아오면 라이프 미터의 70%가 회복된다.
하이드가 지킬박사의 상태로 돌아오지 못하고 지킬 박사가 도달한 지점과 같은 지점에 도달하면(마지막 부분 제외), 번개가 쳐 그를 즉사시킨다. 따라서 게임의 목적은 지킬 박사만큼 한 단계 더 발전하고 하이드 씨처럼 최대한 빨리 복귀하는 것이다.

## 평가
출시 당시의 초기 리뷰는 엇갈렸지만, 평가자들은 나쁜 그래픽, 혼란스러운 게임 플레이, 캐릭터 및 설정의 부적절한 사용을 인용하면서 해가 거듭될수록 더 부정적인 반응을 보였다. 게이머 네트워크의 데렐 몬티는 NES가 얻은 최악의 게임 중 하나라고 말했다. 2004년, 게임 인포머는 Retro 리뷰 섹션에서 게임을 리뷰하고 100점 만점에 5점을 주었고 "모든 기본 수준에서 이 게임은 아마도 가장 플레이하기 어려운 NES 쓰레기일 것입니다."라고 했다 2018년에 유로게이머에서는 80년대 최악의 게임 상위 10위에서 8위에 선정되었다. 작가들은 플레이어에게 아무것도 설명되지 않은 상태에서 어떤 캐릭터는 플레이어에게 해를 끼치지만 어떤 캐릭터는 그렇지 않다고 불평했으며 그들은 그것을 좌절스럽고 혼란스러운 경험이라고 평가했다. IGN은 해당 커버 아트를 게임에서 세 번째로 무서운 커버 아트로 선정했다.